# Психоз (фильм, 2010)
«Психоз» (англ. Psychosis) — фильм режиссёра Рега Тревисса, снятый в 2010 году.

## Сюжет
Американская писательница Сьюзен Голден при помощи своего мужа Дэвида приобретает дом в британской глубинке, где собирается заняться своей новой книгой. Её супруг внешне весьма заботлив, но работа в Лондоне требует частых отлучек…
Дэвид же настаивает, что ничего страшного нет. А этот мужчина, местный охотник Пек, который приносит Голденам дичь. Он же меняет замки в здании. Однажды Дэвид сообщает, что ему надо заняться поеданием грибов, вместо этого отправляется в публичный дом. Развлечь же жену он приглашает Пека, который делает некое варево, куда подсыпает грибы. Находясь в изменённом сознании, Сьюзен вступает с ним в интимную связь. А на следующий день у женщины снова возникают видения.
Впрочем, всё это входит в планы Дэвида, который специально провоцирует психически неуравновешенную женщину. Однажды, будучи напуганной шумом в доме, Сьюзен берёт кухонный нож и вонзает его во входящего в комнату мужчину. Им оказывается Пек, смерть которого даёт возможность мужу отправить жену в психбольницу. Книга Сьюзен Голден становится бестселлером, доходами от которых и собирается воспользоваться Дэвид, однако некие обстоятельства не позволяют ему это сделать и начинается самое интересное.

## В ролях
- Харизма Карпентер — Сьюзан Голден
- Пол Скалфор — Паул Скулфор
- Риччи Харнетт — Пэк
- Джастин Хоукинс — Джордж
- Ти Глейсер — Эмели
- Бернард Кэй — Реверенд Сван
- Ричард Рейнсфорд — Чарльз
- Шон Чэпман — детектив Сергант
- Катрина Рошелль — Хелена
- Томас Гуган — маньяк